# Roberto Cammarelle
Roberto Cammarelle (ur. 30 lipca 1980 w Mediolanie) – włoski bokser wagi superciężkiej, zawodnik GS Fiamme Oro.
Trzykrotny medalista olimpijski. Brązowy medalista letnich igrzysk olimpijskich w Atenach, złoty medalista letnich igrzysk olimpijskich w Pekinie, srebrny medalista letnich igrzysk olimpijskich w Londynie. Czterokrotny medalista mistrzostw świata w boksie. W 2005 roku w Mianyang zdobył brązowy medal w kategorii superciężkiej. Na kolejnych mistrzostwach świata w Chicago i Mediolanie zdobył mistrzostwo świata w boksie amatorskim w kategorii superciężkiej. W 2013 w Ałmaty wywalczył drugi w karierze brąz mistrzostw świata. Trzykrotny wicemistrz Europy (2002, 2004, 2011).